# 5-й армійський корпус (Третій Рейх)
V-й (5-й) армі́йський ко́рпус (нім. V. Armeekorps) — армійський корпус Вермахту за часів Другої світової війни.

## Історія
V-й армійський корпус був сформований 1 жовтня 1934 у 5-му військовому окрузі (нім. Wehrkreis V) в Штутгарті.

## Райони бойових дій
- Німеччина (жовтень 1934 — травень 1940);
- Бельгія (травень 1940);
- Франція (травень — липень 1940);
- Нідерланди (серпень 1940 — травень 1941);
- Польща (травень — червень 1941);
- СРСР (центральний напрямок) (червень 1941 — липень 1942);
- СРСР (південний напрямок) (червень 1941 — травень 1944);
- Німеччина (січень — травень 1945).

## Командування

### Командири
1-ше формування
- генерал від інфантерії Герман Геєр (нім. Hermann Geyer) (16 травня 1935 — 28 квітня 1939);
- генерал від інфантерії Ріхард Руофф (нім. Richard Ruoff) (28 квітня 1939 — 11 січня 1942);
- генерал-лейтенант, з 1 лютого 1942 генерал від інфантерії Вільгельм Вецель (нім. Wilhelm Wetzel) (12 січня 1942 — 30 червня 1943);
- генерал від інфантерії Карл Альмендінгер (нім. Karl Allmendinger) (1 липня 1943 — 1 травня 1944);
- генерал-лейтенант Герман Беме (нім. Hermann Böhme) (1 — 4 травня 1944), ТВО;
- генерал-лейтенант Фрідріх-Вільгельм Мюллер (нім. Friedrich-Wilhelm Müller) (4 травня — 2 червня 1944), ТВО;
- генерал від інфантерії, доктор Франц Баєр (нім. Franz Beyer) (2 червня — 19 липня 1944), ТВО;

2-ге формування
- генерал артилерії, доктор інженерії Курт Вегер (нім. Kurt Wäger) (26 січня — 8 травня 1945).

## Бойовий склад 5-го армійського корпусу
Формування управління, забезпечення та підтримки
- 5-те та 35-те артилерійські командування (Arko 5 та Arko 35), з 1939 - Arko 103, у червня 1941 - Arko 22 та Arko 136, з 1942 - Arko 149,
- 405-те управління корпусного постачання (Korps-Nachschubtruppen 405);
- 45-й корпусний батальйон зв'язку (Korps-Nachrichten-Abteilung 45);
- 405-й топографічний відділ корпусу (Korps-Kartenstelle 405);
- 405-й взвод фельджандармерії (Feld-Gendarmerie-Trupp 405).

- 5-та піхотна дивізія (5. Infanterie-Division);
- 16-та піхотна дивізія (16. Infanterie-Division);
- 25-та піхотна дивізія (25. Infanterie-Division).

- 5-та піхотна дивізія;
- 25-та піхотна дивізія;
- 35-та піхотна дивізія (35. Infanterie-Division);
- 4-та танкова бригада (4. Panzerbrigade).

- 22-га піхотна дивізія (22. Infanterie-Division);
- 225-та піхотна дивізія (225. Infanterie-Division).

- 62-га піхотна дивізія (62. Infanterie-Division);
- 87-ма піхотна дивізія (87. Infanterie-Division);
- 263-тя піхотна дивізія (263. Infanterie-Division).

- 211-та піхотна дивізія (211. Infanterie-Division);
- 263-тя піхотна дивізія.

- 251-ша піхотна дивізія (251. Infanterie-Division).

- 62-га піхотна дивізія;
- 94-та піхотна дивізія (94. Infanterie-Division);
- 263-тя піхотна дивізія.

- 62-га піхотна дивізія;
- 98-ма піхотна дивізія (98. Infanterie-Division);
- 263-тя піхотна дивізія.

- 12-та піхотна дивізія (12. Infanterie-Division);
- 22-га піхотна дивізія;
- 30-та піхотна дивізія (30. Infanterie-Division).

- 5-та піхотна дивізія;
- 35-та піхотна дивізія.

- 5-та піхотна дивізія;
- 35-та піхотна дивізія;
- 106-та піхотна дивізія (106. Infanterie-Division);
- 129-та піхотна дивізія (129. Infanterie-Division).

- 5-та піхотна дивізія;
- 35-та піхотна дивізія;
- 106-та піхотна дивізія;
- 129-та піхотна дивізія;
- 161-ша піхотна дивізія (161. Infanterie-Division).

- 5-та піхотна дивізія;
- 35-та піхотна дивізія;
- 106-та піхотна дивізія.

- 6-та піхотна дивізія (6. Infanterie-Division);
- 23-тя піхотна дивізія (23. Infanterie-Division);
- 35-та піхотна дивізія;
- 106-та піхотна дивізія.

- 23-тя піхотна дивізія;
- 35-та піхотна дивізія;
- 106-та піхотна дивізія.

- 5-та танкова дивізія (5. Panzer-Division);
- 11-та танкова дивізія (11. Panzer-Division);
- 3-тя моторизована дивізія (3. Infanterie-Division (mot.);
- 23-тя піхотна дивізія;
- 106-та піхотна дивізія.

- 5-та танкова дивізія;
- 3-тя моторизована дивізія;
- 15-та піхотна дивізія (15. Infanterie-Division);
- 23-тя піхотна дивізія;
- 106-та піхотна дивізія.

- 9-та піхотна дивізія (9. Infanterie-Division);
- 73-тя піхотна дивізія  (73. Infanterie-Division);
- 125-та піхотна дивізія (125. Infanterie-Division);
- 198-ма піхотна дивізія (198. Infanterie-Division);

- 9-та піхотна дивізія;
- 73-тя піхотна дивізія;
- кавалерійський корпус (Румунія) (rumänisches Kavallerie-Korps);
- 10-та піхотна дивізія (Румунія) (10. rumänische Division);
- 3-тя гірська дивізія (Румунія) (3. rumänische Gebirgs-Division);

- 9-та піхотна дивізія;
- 73-тя піхотна дивізія;
- 5-та авіапольова дивізія (5. Luftwaffen-Feld-Division);
- 10-та піхотна дивізія (Румунія);
- 19-та піхотна дивізія (Румунія) (19. rumänische Division);
- 3-тя гірська дивізія (Румунія);
- 615-й навчально-польовий полк (Feldausbildungs-Regiment 615).

- 73-тя піхотна дивізія;
- 125-та піхотна дивізія;
- кавалерійський корпус (Румунія)

- 6-та піхотна дивізія;
- 10-та піхотна дивізія (10. Infanterie-Division);
- 73-тя піхотна дивізія;
- 4-та гірсько-піхотна дивізія (4. Gebirgs-Division);
- кавалерійський корпус (Румунія).

- 9-та піхотна дивізія;
- кавалерійський корпус (Румунія);
- Бойова група генерал-лейтенанта Кресса:
  - 4-та гірсько-піхотна дивізія;
  - 6-та румунська кавалерійська дивізія;
- Бойова група генерал-лейтенанта фон Бюнау:
  - 73-тя піхотна дивізія;
  - 1-ша румунська гірсько-піхотна дивізія.

- 9-та піхотна дивізія;
- 73-тя піхотна дивізія;
- 4-та гірсько-піхотна дивізія
- кавалерійський корпус (Румунія);
- 1-ша румунська гірсько-піхотна дивізія;
- 6-та румунська кавалерійська дивізія;
- Частини:
  - 4-ї румунської гірсько-піхотної дивізії;

- 98-ма піхотна дивізія;
- 6-та румунська кавалерійська дивізія;
- 3-тя румунська гірсько-піхотна дивізія;
- Частини:
  - 50-ї піхотної дивізії (50. Infanterie-Division);
- група оберста Крігера (Gruppe Oberst Krieger).

- 73-тя піхотна дивізія;
- 98-ма піхотна дивізія;
- 6-та румунська кавалерійська дивізія;
- 3-тя румунська гірсько-піхотна дивізія.

- 73-тя піхотна дивізія;
- 98-ма піхотна дивізія;
- 111-та піхотна дивізія (111. Infanterie-Division);
- 6-та румунська кавалерійська дивізія;
- 9-та румунська кавалерійська дивізія;
- 19-та румунська піхотна дивізія;
- 3-тя румунська гірсько-піхотна дивізія.

- 275-та піхотна дивізія (275. Infanterie-Division);
- Бойові групи:
  - 72-ї піхотної дивізії (72. Infanterie-Division);
  - 342-ї піхотної дивізії (342. Infanterie-Division).

- Піхотна дивізія «Доберіц» (Infanterie-Division "Döberitz");
- 712-та піхотна дивізія (712. Infanterie-Division);
- 541-ша фольксгренадерська дивізія (541. Volks-Grenadier-Division);
- 463-тя дивізія (Division Nr.463);
- 619-та дивізія особливого призначення (Division z.b.V. 619).